# Давлетшино
Давле́тшино (рос. Давлетшино, башк. Дәүләтша) — присілок у складі Абзеліловського району Башкортостану, Росія. Входить до складу Равіловської сільської ради.
Населення — 168 осіб (2010; 156 в 2002).
Національний склад:
- башкири — 99%